# Таал (вулкан)
Вижте пояснителната страница за други значения на Таал.
Таал (филипински: Taal) е комплексен вулкан, намиращ се на най-големия остров във Филипините, Лусон, на около 50 km южно от столицата на страната, град Манила. Това е вторият по активност вулкан във Филипините с известни общо 33 изригвания от 1572 година.
Вулканът Таал е формиран от огромни изригвания, датирани отпреди между 500 и 100 хиляди години. Кратерът на Таал с размери около 25-30 km е частично изпълнен от сладководното езеро Таал. За водата му е характерно високото съдържание на сяра, което се дължи на останалата действаща част от вулкана Таал, която е образувала в средата на езерото Таал малък остров, известен като Вулканичния остров с диаметър около 5 km и площ около 23 km2.
Основният кратер на този по-малък, действащ вулкан е образуван при изригването му през 1911 година. Този кратер е с диаметър 2 km и в него също се е образувало езеро. Това кратерно езеро е най-голямото езеро в света, което се намира на остров (Вулканичния остров), който се намира в езеро (Таал), което се намира на остров (Лусон). В допълнение, в това езеро също има малко островче, наречено Vulcan Point („точката на вулкана“).
Активната част на вулкана Таал е регистрирала няколко сериозни изригвания в миналото, довели до множество човешки жертви на острова и на населените области около езерото Таал, наброяващи по оценки между пет и шест хиляди души. Заради близостта на околните населени места и историята на изригванията си, вулканът е определен като един от групата от 17 вулкана по цял свят, известни като Decade Volcanos, които са обект на детайлни изследвания, с цел предотвратяване на бъдещи природни бедствия. Всички филипински вулкани, включително и Таал, са част от Тихоокеанския огнен пръстен.

## Галерия
- Илюстрация на изригването през 1860 г.
- Кратерът на вулкана преди изригването през 1911 г.
- Вулканичният остров (на преден план) в езерото Таал
- Езерото в кратера на Вулканичния остров; на заден план е езерото Таал, оградено от кратера на вулкана Таал